# Arkivteori

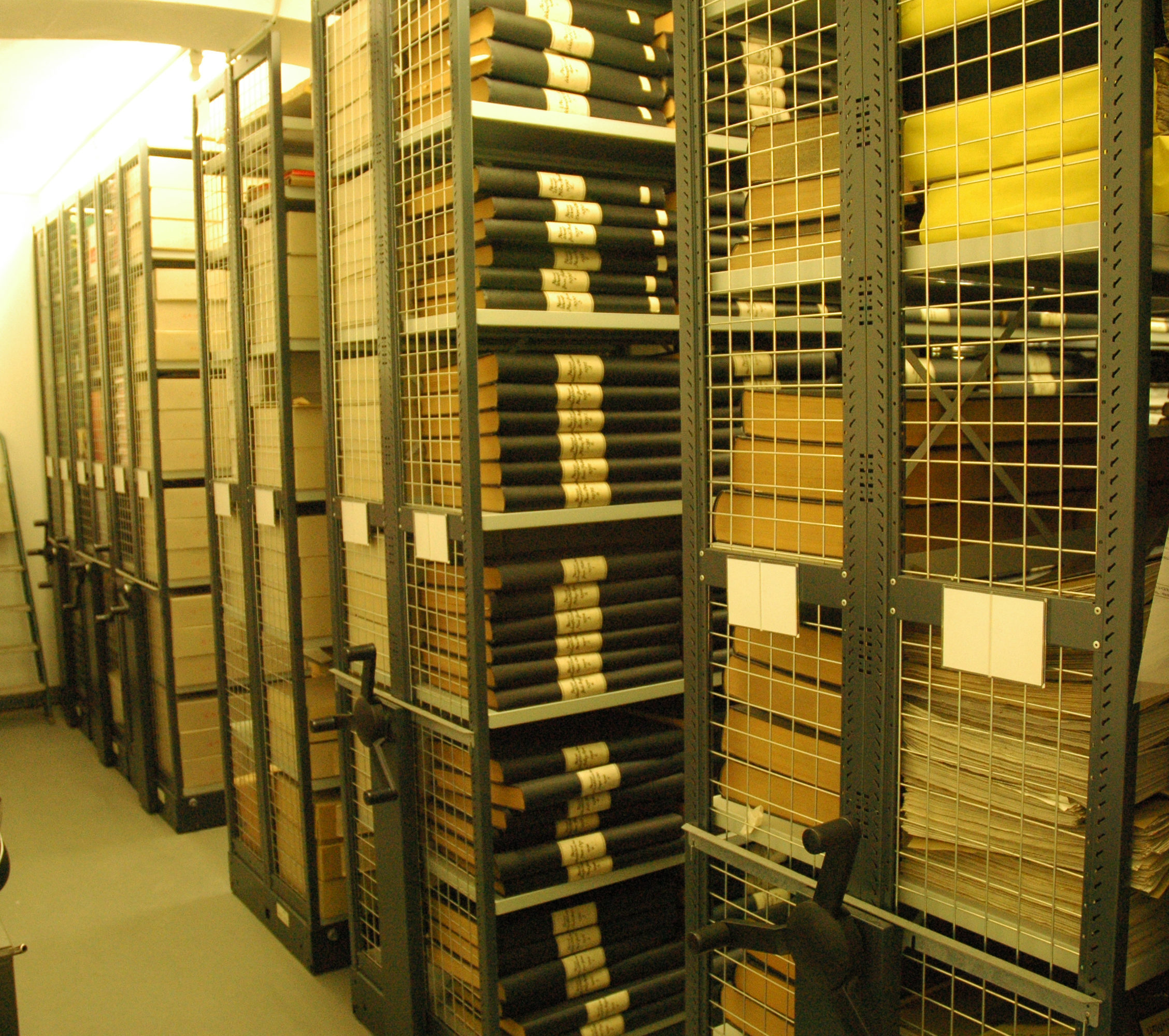
Ett arkiv

Arkivteori är det område inom arkivvetenskap som behandlar arkivens natur. Fokus ligger på vad för dokument som är arkiv och hur dessa skall hanteras. Principer som diskuteras inom arkivteorin är ordnande och förtecknande av arkiv, bevarande och gallring av arkivhandlingar. Därmed formar arkivteorin den ”sociala” agendan för hur arkivarier praktiskt ska arbeta med arkiv och förstå sin yrkesroll.
En någorlunda enhetlig arkivteori anses ha tagit form i slutet av 1800-talet vid publiceringen av ”den holländska handboken” av Muller, Feith och Fruin. Arkivteorin har sedan dess kraftigt påverkats av historiografiska och teknologiska utvecklingar. Detta har lett till nya tolkningar av arkivs bevisvärde samt ökad dokumentering och nya format, vilket har utmanat arkivens natur och arkivariens roll.

## Ordnande och förtecknande av arkiv
Fram till 1800-talet fanns inga internationellt accepterade system för ordnande av arkivhandlingar. Olika arkivinstitutioner använde t.ex. kronologisk ordning eller ämnesbaserade system. Senare har emellertid proveniensprincipen, som innebär att handlingar från en arkivbildare skall hållas ihop som en enhet, blivit dominerande.
När det gäller förtecknande av arkiv finns det inte ens i vår tid någon internationellt accepterad standard. Svenska myndighetsarkiv från 1900-talet har i regel förtecknas enligt det allmänna arkivschemat. Under de senaste åren har det internationellt blivit vanligt med processorienterad arkivredovisning, vilket innebär att det skapas en förteckningsplan för varje arkivbildare, baserat på de specifika dokumenttyper som uppkommer i olika processer i arkivbildarens verksamhet. Enligt Riksarkivets föreskrifter från 2008 skall svenska myndigheter övergå till processorienterad arkivredovisning.

## Bevarande och gallring
I början av den moderna arkivteorin utgjorde inte beslut gällande vilka handlingar som skulle bevaras respektive gallras en arbetsuppgift för arkivarier. Den holländska handboken år 1898 avhandlade exempelvis endast det praktiska arbetet, då främst hur arkiv skulle ordnas och förtecknas. Hilary Jenkinson publicerade år 1922 "A Manual of Archive Administration" och menade att arkivarien skulle eftersträva objektivitet och således inte fatta beslut gällande bevarande och gallring. Arkivariens uppgift var då endast att ta emot och vårda handlingar som inkom till arkivet. Med modernismens inflytande inom arkivteorin och Theodore Roosevelt Schellenbergs publicering av "Modern archives" år 1956 kom dock detta att problematiseras. Schellenberg menade att arkivarier skulle ha ett inflytande på de beslut som av arkivbildaren togs gällande bevaring och gallring, vilket för övrigt skulle ske utifrån primära och sekundära värden.
Idag är postmodernism framträdande inom arkivteorin och arkivarien förväntas att ha en mer aktiv roll i urvalet av handlingar. Inom den postmoderna teoribildningen påpekas de maktstrukturer som finns inom arkiv. Appraisal eller informationsvärdering av handlingar ses idag som en stor del av arkivariers arbetsuppgift och subjektivitet är idag ett mer accepterat förhållningssätt. Det utvecklades nya teorier inom appraisal och en av de mest välkända är Terry Cooks Macroappraisal. Macroappraisal är enligt Cook ett sätt att kombinera både praktik och teori när det gäller bevarande och gallring, samt att fokus borde ligga mer på de aktiviteter och funktioner som leder till att handlingar skapas.